# Philopotamus corsicanus
Philopotamus corsicanus is een schietmot uit de familie Philopotamidae. De soort komt voor in het Palearctisch gebied.